# عبدالله عثمانی
عبدالله عثمانی (انگلیسی: Abdoulaye Ousmane؛ زادهٔ ۲۲ فوریهٔ ۲۰۰۰) بازیکن فوتبال اهل موریتانی است.
وی همچنین در تیم ملی فوتبال موریتانی بازی کرده‌است.